# Шелест Микола Миколайович
Мико́ла Микола́йович Ше́лест (нар. 22 травня 1936, Губиниха — нині Новомосковського району). — український художник в царині живопису та графіки, 1973 — член Національної спілки художників України, 1985 — заслужений діяч мистецтв УРСР, заступник голови Українського фонду культури, заслужений діяч мистецтв Польщі — 1976, лауреат Міжнародної премії ім. В. Винниченка — 2004.

## Життєпис
1943 року перебував в окупованому нацистами Новомосковську, його поранив в ногу німецький вояк.
Навчався в Київському училищі прикладного мистецтва, 1970 року закінчив Український поліграфічний інститут ім. І. Федорова, навчався у М. Срібного.
Серед його робіт:
- 1992 — «Вечоріє»,
- 1995 — «Натюрморт з кавуном»,
- 1999 — «Подих волі»,
- Серії «За мотивами лемківських народних пісень»,
- «На оновленій землі»,
- «Ой, Дніпро, Дніпро»
- цикл «Живописна Україна».

2014 року відбулися персональні виставки в Малютинському музеї та Українському фонді культури.
Його твори знаходяться в майже 51 музеях України, 13-ти музеях Казахстану, Польщі, Росії, США, Франції, Японії, приватних колекціях понад 40 країн світу — першим придбав картину Шелеста дипломат Юг Перне.
Борис Олійник про його твори говорив: «В картинах Миколи Шелеста усе дихає здоров'ям».
Син Шелеста — також художник, працює за кордоном.